# Ольшанка (Львовская область)
Ольшанка (укр. Вільшанка) — село в Рава-Русской городской общине Львовского района Львовской области Украины.
Население по переписи 2001 года составляло 25 человек. Занимает площадь 1,36 км². Почтовый индекс — 80321. Телефонный код — 3252.